# Batzen
Il Batzen era una moneta, inizialmente d'argento, emessa da Berna dal XV secolo fino alla metà del XIX secolo, dal valore di due grossi o 4 Kreuzer.

## Storia
Il significato del nome Batzen o Rollbatzen, come era definito inizialmente, è oggetto di discussione. In precedenza era diffusa l'opinione di Valerius Anshelm (1475–1546/47), un cronista attivo a Berna, che faceva derivare il nome dall'orso simbolo della città (Batz, Bätz o Petz significano orso); è diffusa anche l'opinione che il significato di Rollbatzen sia un dispregiativo nel senso di "ammasso informe".
In Svizzera Batzen, sue frazioni o multipli furono coniati un po' ovunque.

In Argovia a Zofingen (1721-1726), nell'Appenzello Interno (1738-39); nella città di Basilea (1533-1794); dai Vescovi di Basilea (1598-1787); Canton Berna (XV secolo - 1798); Friburgo (1559-1798); città di Coira (1529); Vescovi di Coira (1510-1529 poi ca. 1610); signoria di Haldenstein (1610 ca.); Lucerna (XVI secolo - 1797); Neuchâtel (1589-1810); Nidvaldo (1569 -1571); Obvaldo (1726-28); San Gallo (1500-1768); abazia di San Gallo (1780); Sciaffusa (1514-1658); Svitto (1571-1624); Soletta (XVI secolo - 1798); Uri (1569-1624); Vescovi di Sion (1536-1777); Repubblica Vallese (1628); Zugo (1621-1692); Zurigo (1518-1641).
Berna e Soletta introdussero alla fine del XV secolo una riforma monetaria, nel cui contesto Berna creò verso il 1492 una moneta da due Plapparte che serviva a colmare la distanza tra la moneta spicciola e le monete maggiori come il Dicken ed il Taler. La moneta prese il nome di Rollbatzen in seguito semplicemente Batzen.
Il Batzen si diffuse alla fine del XV secolo, nella Svizzera occidentale (Berna, Soletta, Friburgo), negli stati tedeschi meridionali e nell'Italia settentrionale. In Italia il nome Rollbatzen fu adattato a Rollobasso o Rolabasso.
L'eccesso di diffusione portò in alcuni casi a coniature inflazionistiche, per cui si ebbe un fenomeno di rifiuto della moneta proprio nella regione intorno a Berna.
Oltre al Batzen furono emessi multipli e frazioni. Dal XVII secolo fu battuto in biglione.
I Batzen vennero subito coniati in grande quantità ma anche con piedi monetari molto diversi, mentre il titolo peggiorava gradualmente. Di conseguenza la loro circolazione fu ripetutamente vietata dalle città della Germania meridionale.
Nella Germania meridionale fu reintrodotto da Augusta nel 1559 un mezzo Batzen del valore di un albo della Renania e battuto in grandi quantità fino al XVII secolo.
In Svizzera era per lo più coniato con una croce gigliata al rovescio e lo stemma cantonale al dritto. Nella Germania meridionale era invece per lo più rappresentata un'aquila.
Con la Repubblica Elvetica fu introdotto il sistema decimale, il Batzen fu valutato 1/10 del Franken e diviso in 10 Rappen.
Dopo la Repubblica Elvetica i Batzen furono coniati da tutti i Cantoni allora esistenti ad eccezione di Appenzello Interno (non ha coniato), Ginevra (franco ginevrino), Glarona (Schilling), Ticino (Franco da 20 soldi o 100 denari), Zugo (solo Rappen ed Angster).
Nel 1825 alcuni cantoni firmarono un accordo ("Concordato") per uniformare i tipi e soprattutto i valori delle monete: Argovia, Basilea, Berna, Friburgo, Soletta, Vaud.
L'accordo prevedeva l'emissione di monete con i seguenti nominali: 1 Kreuzer (= 1/4 Batzen), 1/2 Batzen, 1 Batzen, 2½ Batzen e 5 Batzen. Le monete, emesse dal 1826, avevano al rovescio una croce con la lettera "C" al centro e la scritta "die concordier(enden) Cantone der Schweiz" (I cantoni concordanti della Svizzera). Per Vaud la scritta era in Francese: "Les cantons concordants de la Suisse". Al diritto ogni cantone poneva il proprio stemma.
Dopo la riforma monetaria del 1850 il Batzen non fu più coniato. Il Batzen rimane il nome più noto delle vecchie monete svizzere e nel linguaggio comune il termine è spesso usato per indicare la moneta da 10 centesimi o il denaro tout court.
Dal Batzen derivano il bezzo veneziano, i bèsi (soldi) del mantovano e i bês del friulano.